# Schlacht am Tenaru
Tulagi und Gavutu-Tanambogo – Savo Island – Tenaru – Ost-Salomonen – Bloody Ridge – Operationen am Fluss Matanikau – Cape Esperance – Henderson Field – Santa-Cruz-Inseln – Matanikau-Offensive – Koli Point – Carlsons Patrouille – Guadalcanal – Tassafaronga – Mount Austen – Rennell Island – Operation Ke – Operation Cleanslate
Die Schlacht am Tenaru, manchmal auch Schlacht am Ilu River oder Schlacht am Alligator Creek genannt, war eine Landschlacht, die am 21. August 1942 während des Pazifikkriegs zwischen Einheiten der Kaiserlich Japanischen Armee und der Alliierten, hauptsächlich des United States Marine Corps, auf der Insel Guadalcanal, Salomon-Inseln, stattfand. Sie stellte die erste große japanische Offensive während der Schlacht um Guadalcanal dar.
Während der Schlacht warfen die amerikanischen Marineinfanteristen unter dem Oberkommando von Generalmajor Alexander A. Vandegrift mehrere Angriffe von Soldaten des sogenannten Ichiki-Regiments unter dem Kommando von Oberst Ichiki Kiyonao zurück. Die Marines verteidigten den Lunga-Perimeter, der den Flugplatz Henderson Field schützte. Diesen Flugplatz hatten die Alliierten unmittelbar nach ihrer Landung auf Guadalcanal am 7. August besetzen können. Als Reaktion hierauf wurde Oberst Ichiki mit seiner Einheit nach Guadalcanal entsandt, um den Flugplatz, der in den Vorwochen von japanischen Baueinheiten errichtet worden war, zurückzuerobern und die alliierten Truppen von der Insel zu vertreiben.
Da er die Truppenstärke der Alliierten auf der Insel unterschätzte, ließ Ichiki seine Soldaten einen nächtlichen Frontalangriff auf die feindlichen Stellungen am Alligator Creek am östlichen Ende des Lunga-Perimeters durchführen. Dieser Angriff konnte unter schweren Verlusten für die Japaner abgewehrt werden. Am darauffolgenden Tag konnte die japanische Einheit in einem Gegenangriff fast gänzlich aufgerieben werden.
Die Schlacht stellte die erste von insgesamt drei verschiedenen Landoffensiven dar, welche die Japaner im Verlauf der Schlacht um Guadalcanal durchführten, um die Insel wieder vollständig unter ihre Kontrolle zu bringen. Nach der Schlacht am Tenaru begriff das japanische Oberkommando in Rabaul, dass die Zahl der von den Alliierten bereits auf die Insel gebrachten Soldaten weit höher lag als ursprünglich angenommen. Es beschloss daher, weitere Truppen zur Sicherung der Insel nach Guadalcanal zu entsenden.

## Hintergrund

### Japanische Operationen auf Guadalcanal, Anfang 1942

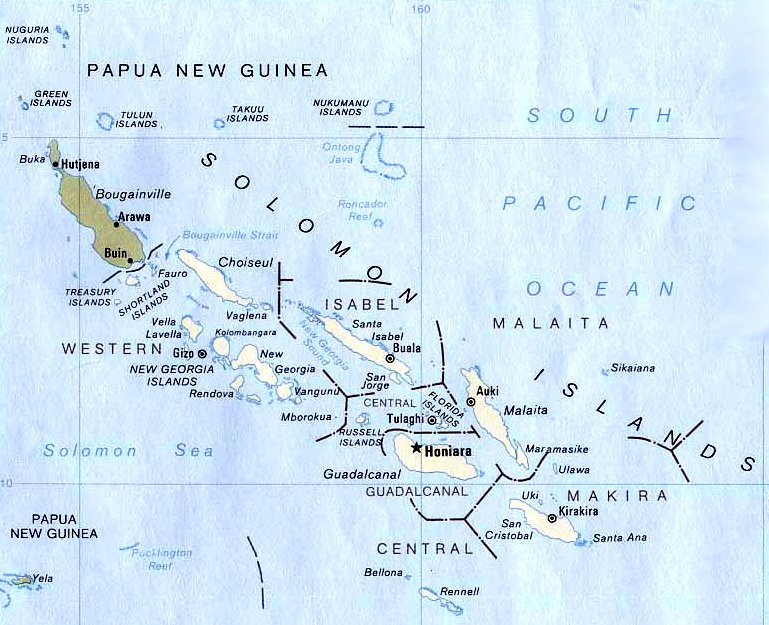
Die Salomoneninseln, unter denen Guadalcanal ist

Am 7. August 1942 landeten alliierte Truppen auf den Florida Islands und Guadalcanal, die einige Monate vorher im Zuge der Operation MO von japanischen Truppen besetzt worden waren. Die Landungen sollten die Inseln für die Alliierten zurückgewinnen und dort im Aufbau befindliche japanische Stützpunkte vernichten, von denen aus die Nachschubrouten zwischen Australien und den Vereinigten Staaten hätten bedroht werden können. Darüber hinaus sollten die Inseln als Ausgangsbasis für eine großangelegte Gegenoffensive der Alliierten zur Isolierung des japanischen Regionalhauptquartiers in Rabaul dienen. Die Landungen stellten den Auftakt der insgesamt sechsmonatigen Schlacht um Guadalcanal dar.
Aufgrund ihrer materiellen und personellen Überlegenheit gelang es den Alliierten innerhalb von zwei Tagen, die Florida Islands komplett zu besetzen und auch das im Bau befindliche Flugfeld auf Guadalcanal konnte bis zum Abend des 8. August gesichert werden. In der folgenden Nacht überfiel eine kleine japanische Flotte aus sieben Kreuzern und einem Zerstörer unter dem Befehl von Vizeadmiral Mikawa Gun’ichi eine Gruppe alliierter Schiffe, welche die Entladung von Material und Soldaten deckten. Nach der Niederlage in der daraus entstehenden Schlacht vor Savo Island und dem Verlust mehrerer Schiffe ordnete Konteradmiral Richmond K. Turner am Abend des 9. August den Rückzug aller alliierten Schiffseinheiten an, wodurch die weitere Entladung von schwerer Ausrüstung, Nachschub und Truppen auf Guadalcanal eingestellt werden musste. Zwar konnten 32 Haubitzen der Kaliber 75 mm und 105 mm an Land gebracht werden, dafür wurde jedoch nur Verpflegung für etwa fünf Tage angelandet.
Die bereits auf Guadalcanal gelandeten Marines konzentrierten sich darauf, Verteidigungsstellungen um das eroberte Flugfeld zu errichten, die angelandeten Nachschubgüter dorthin zu schaffen und das Flugfeld einsatzbereit zu machen. Generalmajor Vandegrift verteilte seine etwa 11.000 auf Guadalcanal befindlichen Truppen hierzu in loser Formation im Gebiet um Lunga Point. Für die einsetzenden Arbeiten am Flugfeld setzten die Amerikaner hauptsächlich das von den Japanern zurückgelassene Gerät ein. Am 12. August wurde es zu Ehren des in der Schlacht um Midway gefallenen Marinepiloten Lofton R. Henderson in Henderson Field umbenannt. Erbeutete japanische Verpflegung ergänzte die amerikanischen Rationen, sodass diese nach Plan für etwa 14 Tage reichen würden. Da nicht bekannt war, wann die alliierte Flotte neue Verpflegung würde anlanden können, ließ Vandegrift die Rationen seiner Soldaten auf zwei Mahlzeiten am Tag kürzen.

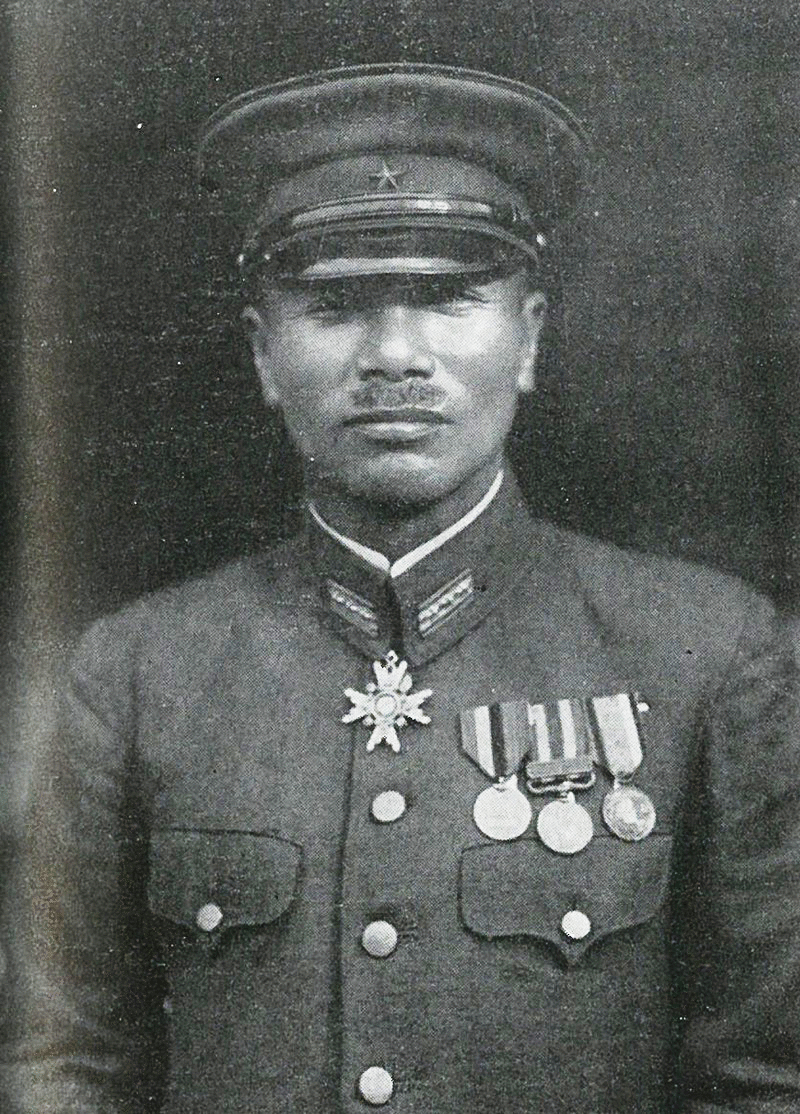
Oberst Ichiki Kiyonao, Kommandeur des 28. Infanterieregiments

Als Reaktion auf die alliierten Landungen befahl das Kaiserliche Hauptquartier der 17. Armee, den Feind zurückzuwerfen und die Insel zu sichern. Da die 17. Armee, die unter dem Befehl von Generalleutnant Hyakutake Harukichi stand und ihr Hauptquartier in Rabaul hatte, mit dem Großteil ihrer Truppen in Kämpfen in Neuguinea gebunden war, konnte sie nur einige wenige Einheiten in die südlichen Salomonen entsenden. Unter diesen Einheiten waren die 35. Infanteriebrigade unter Generalmajor Kawaguchi Kiyotake, die sich noch auf Palau befand, das 4. Infanterieregiment auf den Philippinen sowie das 28. Infanterieregiment unter Oberst Ichiki Kiyonao, das sich bereits auf dem Transport von Guam befand. Da es nicht erst in Marsch gesetzt werden musste, sondern sich bereits auf dem Transport befand, erreichte das 28. Infanterieregiment als erstes Guadalcanal.
Am 12. August überflog ein aus Rabaul kommender japanischer Luftaufklärer die alliierten Stellungen auf Guadalcanal und konnte dabei nur wenige feindliche Truppen auf der Insel und keinerlei größere Schiffe in den umgebenden Gewässern sichten, was das kaiserliche Hauptquartier davon überzeugte, dass die Alliierten den Großteil ihrer Truppen von der Insel zurückgezogen hätten. In Wirklichkeit befanden sich jedoch noch alle Truppen auf Guadalcanal und waren der Entdeckung durch den Aufklärer entgangen. Generalleutnant Hyakutake befahl dem 28. Infanterieregiment daraufhin, 900 Mann auf die schnelleren, ihren Konvoi begleitenden Kriegsschiffe überzusetzen und so schnell wie möglich auf Guadalcanal zu landen, um die alliierten Stellungen anzugreifen und das Flugfeld zurückzuerobern. Später sollte die erfolgreiche Einheit durch den Rest des Regiments, der auf den langsameren Transportschiffen verblieb, verstärkt werden. In der japanischen Marinebasis auf Truk, wo Ichikis Regiment vorerst angelandet worden war, erhielt Oberst Ichiki die Information, dass die Stärke der feindlichen Truppen auf Guadalcanal zwischen 2.000 und bis zu 10.000 Mann geschätzt wurde und er daher einen Frontalangriff vermeiden solle.
Ichiki und 916 der 2.300 Soldaten des Regiments wurden gegen 1:00 Uhr am 19. August, mit Verpflegung für sieben Tage, bei Taivu Point, etwa 35 Kilometer östlich von Lunga Point von sechs Zerstörern ohne Gegenwehr angelandet. Nachdem er etwa 100 Mann als Wache an der Landungsstelle zurückgelassen hatte, rückte Ichiki mit den restlichen 800 Soldaten vor und errichtete etwa 14 Kilometer vor den alliierten Stellungen ein Lager. Die japanische Landung war durch die alliierte Aufklärung registriert und den Truppen um Henderson Field mitgeteilt worden, die nun Schritte einleiteten, diese Vorgänge näher zu untersuchen und den Feind aufzuspüren.

## Schlacht

### Vorbereitungen

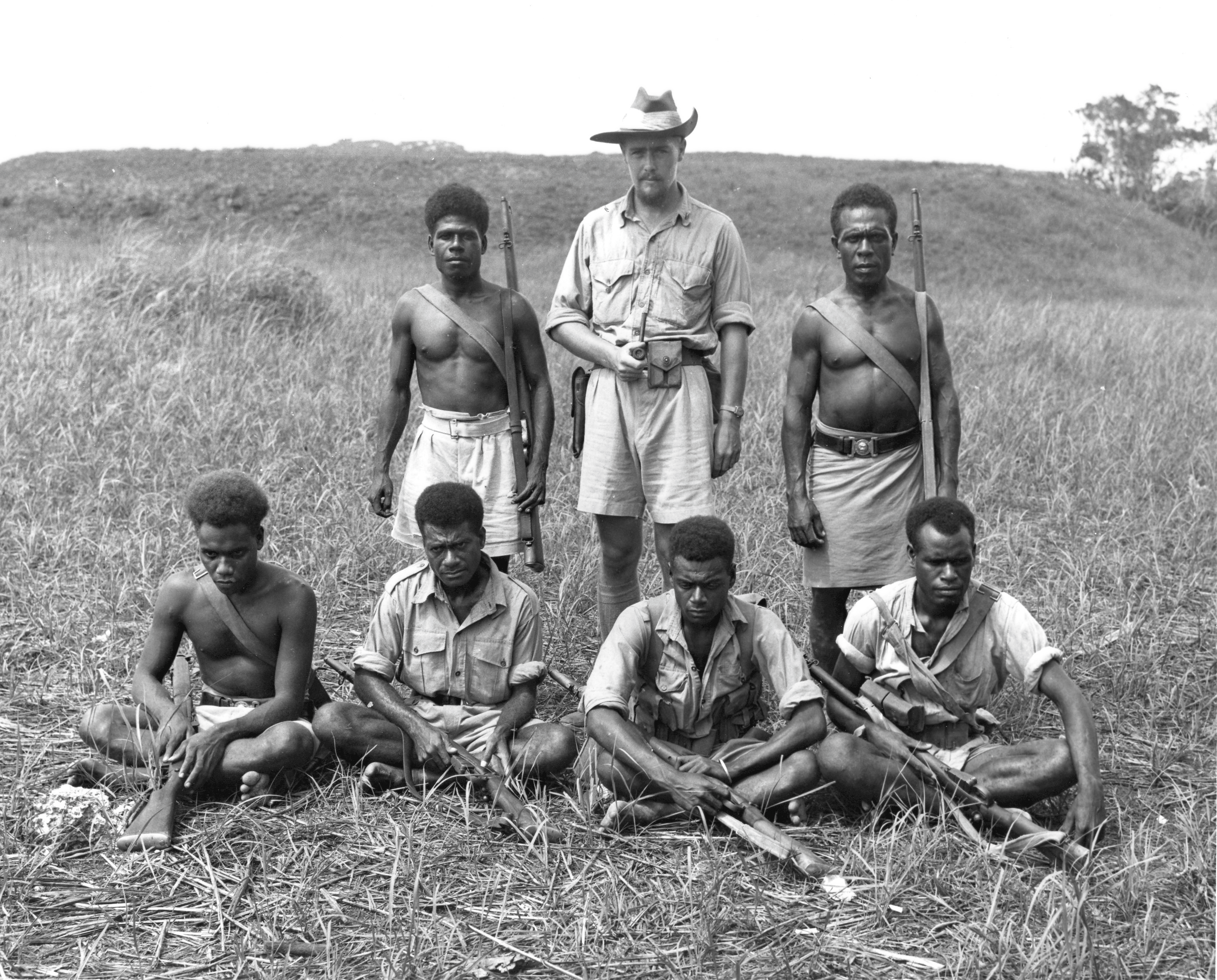
Der britische Offizier Martin Clemens mit einheimischen Angehörigen der British Solomon Islands Protectorate Defence Force, die während der gesamten Schlacht um Guadalcanal als Kundschafter und Führer für die Alliierten dienten

Die Alliierten erhielten aus verschiedenen Quellen teils detaillierte Berichte über die Bewegungen, Stärke und Position der auf Guadalcanal angelandeten japanischen Streitkräfte. Besonders hilfreich erwiesen sich hierbei die Informationen von Einheimischen, die in der von der britischen Kolonialmacht organisierten British Solomon Islands Protectorate Constabulary und der British Solomon Islands Protectorate Defence Force dienten. Am 19. August wurde eine Patrouille aus 60 Marines und vier einheimischen Führern von Lunga Point aus in Richtung Osten entsandt, um weitere Informationen über die Japaner zu sammeln.
Etwa zur selben Zeit schickte Oberst Ichiki eine Patrouille von 38 Mann unter einem Fernmeldeoffizier in Richtung der alliierten Stellungen, um die Lage aufzuklären und einen vorgeschobenen Posten zu errichten. Gegen 12:00 Uhr am 19. August entdeckte die alliierte Patrouille etwa bei Koli Point die japanische Gruppe und konnte dieser einen Hinterhalt stellen, in dem fünf Japaner fielen, bevor der Rest sich nach Taivu Point zurückzog. Die Marines erlitten dabei Verluste von drei Toten und drei Verwundeten.
Bei den toten Japanern gefundene Unterlagen offenbarten den Alliierten, dass die ihnen gegenüberstehenden Truppen Teil einer weitaus größeren Einheit waren und detaillierte Informationen über ihre Stellungen bei Lunga Point besaßen. Die Unterlagen enthielten jedoch keine Informationen darüber, wie viele japanische Truppen sich bereits auf Guadalcanal befanden oder wann mit einem Angriff zu rechnen sei.
Da er nun sicher sein konnte, dass der japanische Angriff von Osten aus erfolgen würde, richtete Generalmajor Vandegrift seine Truppen bei Lunga Point in diese Richtung aus und ließ sie Verteidigungsstellungen errichten. In mehreren offiziellen US-Versionen wird die errichtete Verteidigungsstellung am Verlauf des Tenaru River verortet. Dieser verläuft jedoch weiter östlich, sodass es sich um eine Verwechslung handelte und der Illu River gemeint war, der von den alliierten Soldaten Alligator Creek genannt wurde. Da es auf den Salomonen nur Krokodile gibt, war auch diese Benennung falsch. In der Mündung des Alligator Creek, der eigentlich eher einer Lagune glich, lag zu dieser Zeit eine Sandbank, die zwischen 7 und 15 Meter breit und bis zu 30 Meter lang war.
Entlang der Westseite des Alligator Creek postierte Oberst Clifton B. Cates, Befehlshaber des 1st Marine Regiment dessen 1. und 2. Bataillon. Zur Verteidigung der Sandbank brachte er das 1st Special Weapons Battalion mit zwei M3-Geschützen in Stellung, das Kartätschen verschießen sollte. Die verfügbare Divisionsartillerie richtete sich auf das Gebiet östlich des Alligator Creek aus und postierte Artilleriebeobachter in den vorderen Verteidigungsstellungen. Da man den japanischen Angriff sehr bald erwartete, trieben die Kommandeure ihre Soldaten den ganzen Tag des 20. August über an, um bis zum Einbruch der Nacht so viele der Verteidigungsstellungen wie möglich fertigzustellen.
Als Oberst Ichiki vom Zusammenstoß seiner Patrouille mit jener der Alliierten erfuhr, entsandte er eine Vorauskompanie, um die Gefallenen zu bestatten, und folgte später mit dem Rest seiner Männer. In einem Nachtmarsch kamen diese bis etwa 4:30 Uhr am 20. August bis auf wenige Meilen an die feindlichen Stellungen heran, bevor Ichiki einen Halt befahl, um seine Einheiten für einen in der kommenden Nacht geplanten Angriff vorzubereiten.

### Kämpfe

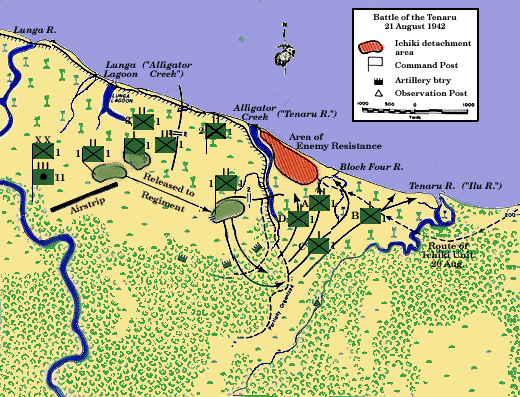
Karte des alliierten Gegenangriffs gegen die Positionen des 28. Infanterieregiments

Kurz nach Mitternacht vom 20. auf den 21. August erreichte der Großteil des 28. Infanterieregiments das Ostufer des Alligator Creek, wo sie auf alliierte Kräfte stießen, die sie nicht so weit von Henderson Field entfernt erwartet hatten. Vorgeschobene Posten hatten das Nahen der Japaner durch „klirrende“ Geräusche, Stimmen und anderen Lärm bereits zuvor bemerkt und sich auf das Westufer des Alligator Creek zurückgezogen. Gegen 1:30 Uhr begannen Ichikis Truppen, das Westufer mit Maschinengewehren und Mörsern unter Beschuss zu nehmen und eine erste Gruppe von etwa 100 Mann ging über die Sandbank gegen die alliierten Stellungen vor.
Maschinengewehrfeuer und Kartätschenschüsse aus den 37-mm-Kanonen töteten die meisten der Angreifer beim Überqueren der Sandbank. Einigen gelang es, bis zu den Stellungen der Marines vorzurücken und diese in den Nahkampf zu zwingen, wobei sie einige der vordersten Posten erobern konnten. Darüber hinaus konnte das japanische Sperrfeuer einige der alliierten Maschinengewehrbesatzungen ausschalten. Durch den Einsatz einer Reservekompanie Marines gelang es schließlich, die eingedrungenen Japaner bis etwa 2:30 Uhr wieder zurückzuwerfen und dabei die meisten noch lebenden Angreifer dieser ersten Welle zu töten.
Bereits kurz darauf trat eine neue Welle von etwa 150 bis 200 Japanern zum Angriff über die Sandbank an, wurde jedoch ebenfalls annähernd vollständig aufgerieben. Mindestens ein diese Attacke überlebender Offizier riet Ichiki hiernach, den Angriff abzubrechen und sich zurückzuziehen, was dieser ablehnte.
Unter dem Schutz von Mörsersperrfeuer gruppierte Ichiki seine verbliebenen Truppen östlich des Alligator Creek neu. Die Alliierten reagierten hierauf ebenfalls mit Mörserfeuer, unterstützt von 75-mm-Haubitzen. Gegen 5:00 Uhr erfolgte die nächste Angriffswelle, in der die Japaner die seeseitige Flanke der Marines angriffen, indem sie durch das seichte Meer wateten und den Strand hinauf vorrückten. Heftiges Maschinengewehr- und Artilleriefeuer schlug auch diesen Angriff zurück und zwang die Japaner unter schweren Verlusten auf die Ostseite des Alligator Creek zurück. Über die nächsten Stunden beschossen sich beide Seiten auf kurze Distanz über den Alligator Creek und die Sandbank hinweg, ohne erneute Angriffe zu starten.
Trotz ihrer schweren Verluste hielten Ichikis Truppen weiterhin ihre Positionen am Ostufer des Alligator Creek, nicht willens oder nicht in der Lage, sich zurückzuziehen. Bei Sonnenaufgang des 21. August versammelten sich die Kommandeure der alliierten Einheiten und berieten, wie sie weiter verfahren sollten, wobei sie übereinkamen, einen Gegenangriff zu starten. Das 1st Battalion, 1st Marine Regiment unter Oberstleutnant Lenard B. Cresswell überquerte weiter im Inselinneren den Alligator Creek und kreiste das 28. Infanterieregiment von Süden und Osten her ein, um dessen Rückzug zu verhindern. Anschließend begann sie, Ichikis Einheit vor sich her zu schieben und in einen Kokospalmenhain an der Mündung des Alligator Creek zu drängen.
Inzwischen nach Henderson Field verlegte Flugzeuge starteten und nahmen Japaner unter Feuer, die den Strand entlang zu fliehen versuchten. Später am Nachmittag griffen fünf angelandete M3-Stuart-Panzer über die Sandbank hinweg die eingeschlossenen Japaner an. Sie setzten dabei sowohl Maschinengewehr- als auch Kartätschenfeuer ein und überrollten die Körper sowohl toter als auch noch lebender Feinde, die den Weg nicht frei machen wollten oder konnten. Generalmajor Vandegrift schrieb nach der Schlacht, dass die Rückseiten der Panzer nach dem Angriff wie Fleischwölfe ausgesehen hätten.

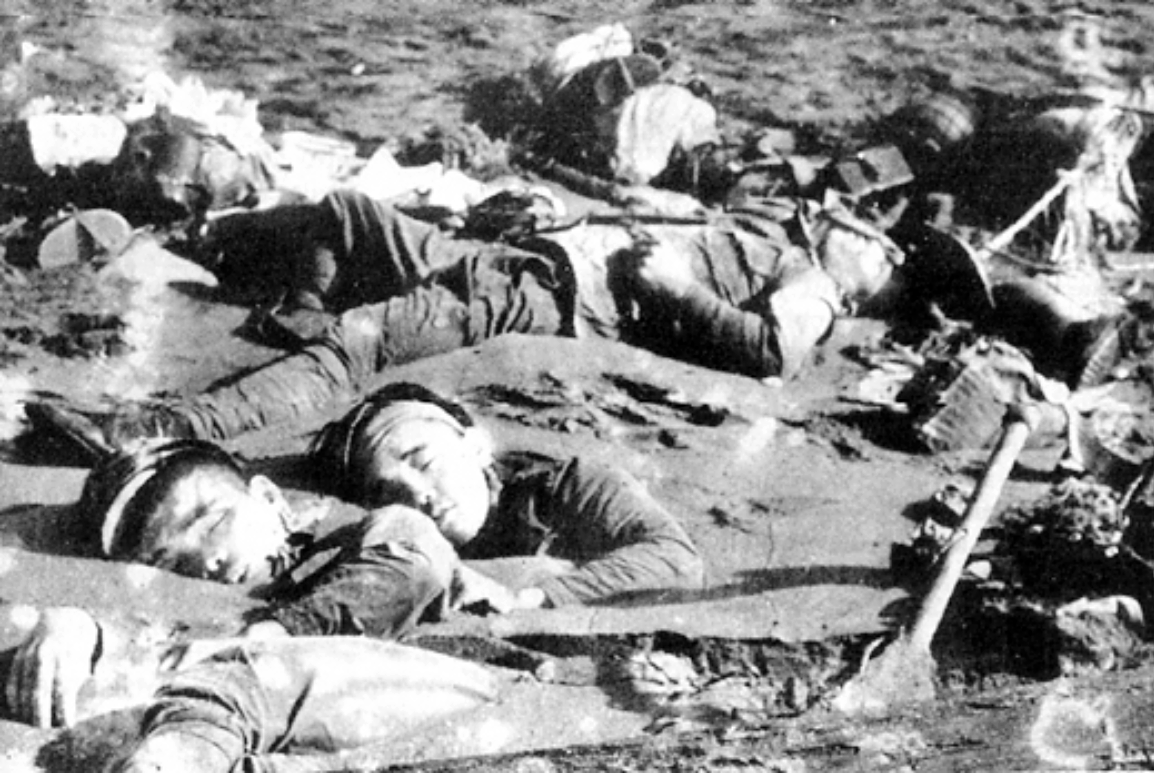
Gefallene Soldaten aus Ichikis Regiment liegen, durch die Gezeiten teilweise bereits mit Sand bedeckt, auf einer Sandbank im Alligator Creek

Bis 17:00 Uhr des 21. August endete der japanische Widerstand am Alligator Creek vollständig. Oberst Ichiki kam, je nach Quelle, während der Kämpfe durch Feindeinwirkung ums Leben oder beging Seppuku. Als Marines über das Schlachtfeld gingen, wurden sie teilweise von verwundeten Japanern, welche sich tot gestellt hatten, beschossen, wobei einige von ihnen starben oder verwundet wurden. Hiernach schossen oder stachen die Marines auf nahezu alle herumliegenden japanischen Körper, etwa 15 verwundete und bewusstlose Japaner überlebten diese Aktion und gerieten in Kriegsgefangenschaft. 28 Japanern gelang es, sich zu den bei Taivu Point zurückgebliebenen Teilen des 28. Infanterieregiments durchzuschlagen.

## Folgen
Für die Vereinigten Staaten und ihre Alliierten bedeutete der Sieg am Tenaru einen wichtigen psychologischen Erfolg, da er nach monatelangen Rückzügen und Niederlagen über den Pazifik und in Ostasien zeigte, dass die Japaner in einer Landschlacht zu schlagen waren. Die Schlacht stellte darüber hinaus einen der ersten Fälle dar, in welchen den alliierten Soldaten bewusst wurde, dass japanische Soldaten sich oftmals weigerten, zu kapitulieren, und lieber bis zum Ende kämpfend starben. Zu diesem Thema bemerkte General Vandegrift später, dass er nie zuvor von dieser Art des Kampfes gehört oder gelesen habe.
Die Schlacht stellte auch für die Japaner einen bedeutenden psychologischen Einschnitt dar. Bisher hielten sich die meisten japanischen Soldaten aufgrund der vielen Erfolge in der frühen Kriegsphase vielfach für überlegen. Bis zum 25. August erreichten die meisten der überlebenden Japaner die japanischen Stellungen bei Taivu Point und funkten an das Hauptquartier der 17. Armee in Rabaul die Nachricht von der fast vollständigen Vernichtung des Regiments. Das japanische Oberkommando reagierte hierauf mit der Entsendung weiterer Truppenteile nach Guadalcanal, um einen erneuten Angriff auf Henderson Field vorzubereiten. Etwa drei Wochen später griffen die Japaner, diesmal jedoch mit stärkeren Kräften, erneut den Lunga-Perimeter an, was zur Schlacht am Bloody Ridge führte.

## Darstellung
Die Schlacht am Tenaru ist ein entscheidender Teil des 1945 veröffentlichten, biographischen Films Pride of the Marines. Im Jahr 2010 stellte sie den Höhepunkt der ersten Folge der Miniserie The Pacific dar. In dieser Episode wird die Schlacht jedoch anders dargestellt, als sie wirklich war. Die Kämpfe wurden für das Publikum hochgradig dramatisiert und mehrere Marines zu Helden hochstilisiert, die über 200 Japaner während der Schlacht getötet hätten.